# Avesan
Avesan (en francès Avezan) és un municipi francès situat al departament del Gers i a la regió d'Occitània.

## Geografia

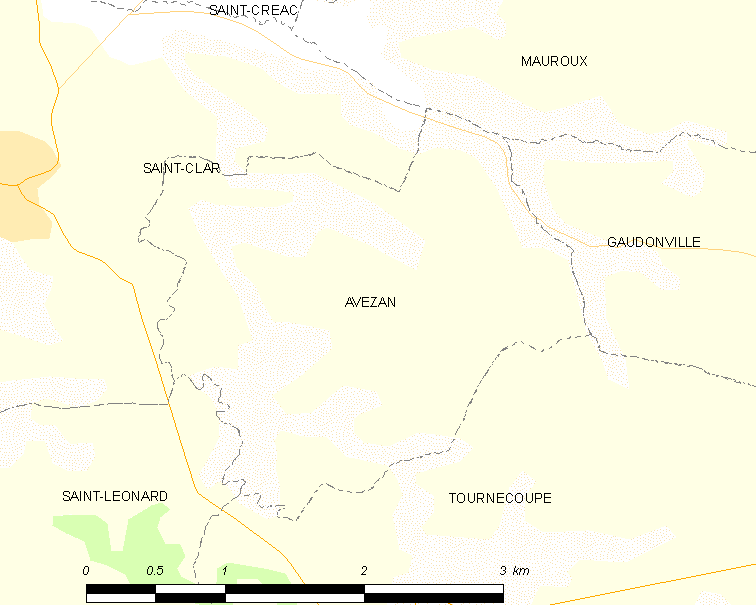
Mapa de la comuna de Avesan

## Administració i política

### Alcaldes
| Període | Identitat   | Partit        |
| ------- | ----------- | ------------- |
| 2001-   | Joël Durrey | Divers gauche |

## Demografia
| 1962                                       | 1968 | 1975 | 1982 | 1990 | 1999 | 2006 |
| ------------------------------------------ | ---- | ---- | ---- | ---- | ---- | ---- |
| 83                                         | 99   | 84   | 77   | 83   | 84   | 76   |
| Des de 1962: població sense dobles comptes |      |      |      |      |      |      |